# Citas (serie de televisión)
Citas (en catalán Cites) es una serie de televisión española emitida por TV3 y 3Cat en Cataluña, y por Atreseries y La 1 a nivel nacional su primera temporada, que mezcla la comedia romántica y el drama en una serie de primeros encuentros de distintas parejas que se han conocido a través de una aplicación de citas en línea.
Está basada en la serie británica Dates, creada por Bryan Elsley en 2013. A diferencia de la serie original, tiene episodios de 45 minutos y en cada uno de ellos se narran dos citas distintas (en la versión original solamente se narra una cita por episodio). A excepción de 3 episodios, los guiones de esta adaptación son originales.
El primer episodio de la serie fue emitido el 27 de abril de 2015, con una cuota de pantalla del 13,5% y 425.000 espectadores. El capítulo 12 obtuvo la mejor cuota de pantalla de la temporada con un 15% de cuota de audiencia.
TV3 estrenó la segunda temporada el 2 de mayo de 2016 con una cuota de pantalla del 9,6% y 296.000 espectadores. Cites cerró la segunda temporada con un doble capítulo obteniendo una media de 319.000 espectadores y un 12,4% de cuota de pantalla.
El 28 de octubre de 2022 se dio a conocer que Prime Video, junto a TV3, producirían una tercera temporada de la serie bajo el título de Citas Barcelona, cuyos 6 capítulos se estrenaron en junio de 2023. Este nuevo proyecto volvió a contar con el creador de la serie, Pau Freixas, al frente de la producción ejecutiva y de la dirección. El 18 de marzo de 2024 se confirmó la producción de una cuarta temporada.

## Argumento
Tanto la primera como la segunda temporada están estructuradas en 13 capítulos en los que (mayoritariamente) vemos 2 citas distintas. El último episodio de ambas temporadas, a modo de season finale, cierra las tramas que habían quedado abiertas en citas vistas anteriormente. Algunos de los personajes tienen continuidad en más de un episodio, con la misma pareja o teniendo una nueva cita. Hasta 6 personajes de la primera temporada repiten también en la segunda.

### Primera temporada
La primera temporada cuenta con 24 personajes, algunos de los cuales aparecen en más de un capítulo. El punto de partida de los episodios son dos personas que se conocen a través de una web de contactos por Internet y se encuentran por primera vez. Las citas están ambientadas en la ciudad de Barcelona, mayoritariamente durante la noche. En las citas aparecen personas de distinta edad, orientación sexual, clase social y estado civil.

### Segunda temporada
La segunda temporada incorpora nuevos personajes y nuevas historias. A diferencia de la primera, vemos más encuentros durante el día y destaca por ser más cómica y espontánea que la primera. Se incorporan relaciones más maduras, dejando un poco de lado las incomodidades de los primeros encuentros que veíamos en la primera temporada.

## Reparto

### Primera temporada
- Nausicaa Bonnín - Sofía Guerrero
- Marc Cartes - Víctor Sala
- Txell Aixendrí - Aurora Cervera
- Laia Costa - Paula Gutiérrez
- Leticia Dolera - Anna Giralt
- Biel Duran - Álex Vidal
- Miki Esparbé - Carles Cambres
- Miquel Fernández - David Huguet
- Francesc Garrido - Eric Gatell
- Montse Germán - Julia Monrós
- Isak Ferriz - Martín Vargas
- Aida Folch - Mía Bosch
- Josep Julien - Octavi Llavina
- Marta Marco - Bárbara Riera
- Julia Molins - Ona Palà
- Àlex Monner - Isma García
- Eduardo Noriega - Ricardo Montiel.
- Aida Oset - Judith Palà
- Íngrid Rubio - Inma García
- Ricard Sales - Edu Navarro
- Jordi Sánchez - Francesc Pinyó
- Eva Santolaria - Claudia Millán
- Bea Segura - Blanca Monrós
- Miquel Sitjar - Bruno Armengol

### Segunda temporada
- Alba Ribas - Sara Díaz
- Marcel Borràs - Marcel Roldán
- Bea Segura - Blanca Monrós
- Isak Ferriz - Martín Vargas
- Anna Casas - Laura Ayesta
- Biel Durán - Àlex Vidal
- Julia Molins - Ona Palà
- Marina Salas - Gina Jové
- Nao Albet - Marc Armet
- Núria Gago - Olga Ballart
- Julio Manrique - Albert Vallejo
- Alfonso Bassave - Guillermo Vidal
- Llorenç González - Sergi Perelló
- Alain Hernández - Dídac Bernabeu
- Paula Malia - Elena Romeu
- Nausicaa Bonnín - Sofía Guerrero
- Laia Costa - Paula Gutiérrez
- Anna Moliner - Victòria Villar
- David Marcé - Quim Fau
- Àlex Maruny - Gerard Vallespí
- Carme Elias - Àngels Torrents
- Álvaro Cervantes - Daniel "Dani" Martínez
- Amparo Moreno - Maria Castells
- Pep Munné - Francesc Domènech
- Manel Barceló - Pere Navarro
- Laia Manzanares - Laia Farràs
- Artur Busquets - Berto Ros

### Tercera temporada:Citas Barcelona
- Pablo Rivero - Tiago
- Manuela Vellés - Mimi
- Betsy Túrnez - Susy
- Eduard Buch - Santi
- Aida Oset - Judith Palà
- Ricard Sales - Edu Navarro
- Jordi Llovet
- Carlos Cuevas - Jan
- Clara Lago - Laura
- Gonzalo de Castro - Nico
- Carmen Machi - Diana
- Belén Cuesta - Abi
- Ivan Massagué - Murall
- Laia Costa - Paula Gutiérrez
- Nausicaa Bonnín - Sofía Guerrero
- Carolina Yuste - Matilda
- Miguel Ángel Muñoz - Samuel
- Ajay Kumar
- Andrea Álvarez - Alba
- Pol López - Josep
- Pep Ambròs - Dani
- Alejo Sauras - Javi
- Albert Ausellé
- David Verdaguer - Joan Carles "Juanqui" Vidal
- Berta Castañé - Bárbara "Barbs" Sánchez
- Berta Bayarri
- Joana Vilapuig - Meri
- Pol Monen - Oriol
- Eva Santolaria - Clàudia Millán
- Antonio Hortelano - Imanol

#### Con la colaboración especial de
- Dulceida - Clienta Bar
- Vito Sanz
- Aina Clotet - Astrid
- Anna Moliner - Victòria Villar
- Carme Balagué

### Cuarta temporada:Citas Barcelona 2
- Joan Solé - Pol
- Bruna Cusí - Mireia
- Anna Castillo - Laia
- Ricardo Gómez - Bruno
- Elisabet Casanovas - Yuyu
- Asia Ortega - Ingrid
- Yolanda Ramos - Yoly
- Betsy Túrnez - Susy
- Mara Jiménez - Sara
- Arnau Puig - Buba
- Emma Arquillué - Aitana
- Alfons Nieto - Hugo
- Aina Clotet - Astrid
- Aitor Luna - Mario
- Jorge Suquet - Aguiló
- Adrián Lastra - Manu
- Natalia Tena - Aroa
- Tomy Aguilera - Alan
- Margarida Corceiro - Maru
- Lola Rodríguez - Esperanza
- Óscar Casas - Pedro
- Leonor Watling - Joana
- Asier Etxeandia - Alejandro
- Verónica Echegui - Marina
- Fran Perea - Joel

## Episodios y audiencias
| Temporada | Temporada | Episodios | Emisión en TV3        | Emisión en TV3      | Lanzamiento en Prime Video | Audiencia media | Audiencia media |
| Temporada | Temporada | Episodios | Estreno               | Final               | Lanzamiento en Prime Video | Espectadores    | Cuota           |
| --------- | --------- | --------- | --------------------- | ------------------- | -------------------------- | --------------- | --------------- |
|           | 1         | 13        | 27 de abril de 2015   | 27 de julio de 2015 | 1 de mayo de 2018          | 376 000         | 12,7            |
|           | 2         | 13        | 2 de mayo de 2016     | 25 de julio de 2016 | 1 de mayo de 2018          | 287 000         | 10,7            |
|           | 3         | 6         | 12 de junio de 2023   | 10 de julio de 2023 | 13 de junio de 2023        | 297 000         | 15,7            |
|           | 4         | 6         | 16 de octubre de 2024 | 2024                | 21 de octubre de 2024      |                 |                 |
| Total     | Total     | 32        | 2015                  | 2024                | -                          |                 |                 |

### Primera temporada (2015)
| N.º (serie) | N.º (temp.) | Título                                | Director                       | Fecha de estreno    | Audiencia       |
| ----------- | ----------- | ------------------------------------- | ------------------------------ | ------------------- | --------------- |
| 1           | 1           | «Martín y Blanca / Àlex y Ona»        | Pau Freixas                    | 27 de abril de 2015 | 425 000 (13,5%) |
| 2           | 2           | «Paula y Sofia / Èric y Clàudia»      | Pau Freixas y Patricia Font    | 4 de mayo de 2015   | 436 000 (14,2%) |
| 3           | 3           | «Blanca y Víctor / David y Mia»       | Marta Pahissa y Patricia Font  | 11 de mayo de 2015  | 350 000 (11,4%) |
| 4           | 4           | «Mia y Ricardo / Aurora y Pinyó»      | Paco Caballero y Pau Freixas   | 18 de mayo de 2015  | 352 000 (11,6%) |
| 5           | 5           | «Clàudia y Víctor / Anna y Èric»      | Marta Pahissa                  | 25 de mayo de 2015  | 341 000 (10,4%) |
| 6           | 6           | «Júlia y Ricardo / David y Paula»     | Marta Pahissa y Patricia Font  | 1 de junio de 2015  | 332 000 (11,5%) |
| 7           | 7           | «Judith y Edu / Víctor y Aurora»      | Paco Caballero                 | 8 de junio de 2015  | 405 000 (13,6%) |
| 8           | 8           | «Ricardo, Mia y David / Imma y Bruno» | Marta Pahissa y Paco Caballero | 15 de junio de 2015 | 423 000 (12,8%) |
| 9           | 9           | «Paula y Sofia / Blanca y Víctor»     | Patricia Font                  | 29 de junio de 2015 | 331 000 (11,0%) |
| 10          | 10          | «Àlex y Ona / Imma y Pinyó»           | Paco Caballero                 | 6 de julio de 2015  | 360 000 (12,5%) |
| 11          | 11          | «Blanca y Martín / David y Bàrbara»   | Patricia Font y Marta Pahissa  | 13 de julio de 2015 | 351 000 (12,6%) |
| 12          | 12          | «Clàudia y Carles / Octavi e Isma»    | Patricia Font y Marta Pahissa  | 20 de julio de 2015 | 406 000 (15,0%) |
| 13          | 13          | «Diversos»                            | Paco Caballero y Marta Pahissa | 27 de julio de 2015 | 373 000 (14,4%) |

### Segunda temporada (2016)
| N.º (serie) | N.º (temp.) | Título                                     | Director                                 | Fecha de estreno    | Audiencia       |
| ----------- | ----------- | ------------------------------------------ | ---------------------------------------- | ------------------- | --------------- |
| 14          | 1           | «Sara y Marcel / Blanca y Martín»          | Paco Caballero y Marta Pahissa           | 2 de mayo de 2016   | 296 000 (9,6%)  |
| 15          | 2           | «Gina y Àlex / Olga, Albert y Guillermo»   | Eric Navarro y Patricia Font             | 9 de mayo de 2016   | 311 000 (10,2%) |
| 16          | 3           | «Martín y Laura / Ona y Àlex»              | Paco Caballero y Marta Pahissa           | 16 de mayo de 2016  | 254 000 (8,2%)  |
| 17          | 4           | «Olga y Guillermo / Sara y Marcel»         | Patricia Font y Paco Caballero           | 30 de mayo de 2016  | 301 000 (10,0%) |
| 18          | 5           | «Àlex y Gina / Dídac y Sergi»              | Paco Caballero y Marta Pahissa           | 6 de junio de 2016  | 270 000 (8,7%)  |
| 19          | 6           | «Martín, Laura y Blanca / Olga y Albert»   | Patricia Font y Marta Pahissa            | 13 de junio de 2016 | 287 000 (8,9%)  |
| 20          | 7           | «Sara y Marcel / Paula y Victòria»         | Patricia Font y Paco Caballero           | 20 de junio de 2016 | 330 000 (10,4%) |
| 21          | 8           | «Elena y Quim / Ona, Àlex y Gina»          | Paco Caballero y Hammudi Al-Rahmoun Font | 27 de junio de 2016 | 323 000 (10,8%) |
| 22          | 9           | «Paula y Sofia / Dídac y Sergi»            | Patricia Font y Marta Pahissa            | 4 de julio de 2016  | 344 000 (11,6%) |
| 23          | 10          | «Àngels y Dani / Gina y Marc»              | Paco Caballero y Marta Pahissa           | 11 de julio de 2016 | 313 000 (12,1%) |
| 24          | 11          | «Berto, Elena y Laia / Pere y Maria»       | Patricia Font y Hammudi Al-Rahmoun Font  | 18 de julio de 2016 | 370 000 (14,0%) |
| 25          | 12          | «Elena y Gerard / Francesc y Àngels»       | Hammudi Al-Rahmoun Font y Marta Pahissa  | 25 de julio de 2016 | 319 000 (12,4%) |
| 26          | 13          | «Paula, Victòria y Sofia / Elena y Gerard» | Patricia Font y Hammudi Al-Rahmoun Font  | 25 de julio de 2016 | 292 000 (12,1%) |

### Tercera temporada:Citas Barcelona(2023)
| N.º en serie | N.º en temp. | Título                             | Dirigido por                 | Escrito por                               | Fecha de estreno en TV3 | Fecha de estreno en Prime Video | Audiencia       |
| ------------ | ------------ | ---------------------------------- | ---------------------------- | ----------------------------------------- | ----------------------- | ------------------------------- | --------------- |
| 27           | 1            | «Laura y Jan / Tiago y Mimi»       | Pau Freixas y Paco Caballero | Eric Navarro Serna y Clara Esparrach Grau | 12 de junio de 2023     | 13 de junio de 2023             | 444 000 (21,4%) |
| 28           | 2            | «Nico y Diana / Juanqui y Barbs»   | Pau Freixas y David Selvas   | Eric Navarro Serna y Clara Esparrach Grau | 12 de junio de 2023     | 13 de junio de 2023             | 301 000 (19,4%) |
| 29           | 3            | «Abi y Murall / Meri y Oriol»      | Pau Freixas y Carles Torrens | Eric Navarro Serna y Clara Esparrach Grau | 19 de junio de 2023     | 13 de junio de 2023             | 302 000 (15,4%) |
| 30           | 4            | «Paula y Sofía / Matilda y Samuel» | Patricia Font y Pau Freixas  | Eric Navarro Serna y Eduard Sola          | 26 de junio de 2023     | 13 de junio de 2023             | 232 000 (12,7%) |
| 31           | 5            | «Alba y Josep / Dani y Javi»       | David Selvas                 | Iván Mercadé                              | 3 de julio de 2023      | 13 de junio de 2023             | 288 000 (14,1%) |
| 32           | 6            | «Claùdia e Imanol»                 | Carles Torrens               | Eric Navarro Serna                        | 10 de julio de 2023     | 13 de junio de 2023             | 216 000 (10,9%) |

### Cuarta temporada:Citas Barcelona 2(2024)
| N.º en serie | N.º en temp. | Título                              | Dirigido por                  | Escrito por                                          | Fecha de estreno en TV3 | Fecha de estreno en Prime Video | Audiencia       |
| ------------ | ------------ | ----------------------------------- | ----------------------------- | ---------------------------------------------------- | ----------------------- | ------------------------------- | --------------- |
| 33           | 1            | «Pol y Mireia / Laia y Bruno»       | Nely Reguera y Gemma Ferraté  | Daniel González, Clara Esparrach Grau y Eric Navarro | 16 de octubre de 2024   | 21 de octubre de 2024           | 210 000 (11,0%) |
| 34           | 2            | «Alan y Maru / Esperanza y Pedro»   | Gemma Ferraté                 | Eric Navarro                                         | 23 de octubre de 2024   | 21 de octubre de 2024           | 124 000 (6,8%)  |
| 35           | 3            | «Manu y Aroa / Ástrid y Mario»      | Eric Navarro y Nely Reguera   | Eric Navarro                                         | 23 de octubre de 2024   | 21 de octubre de 2024           | 100 000         |
| 36           | 4            | «Sara y Buba / Aitana y Hugo»       | David Selvas                  | Iván Mercadé                                         | 6 de noviembre de 2024  | 21 de octubre de 2024           | —               |
| 37           | 5            | «Susy y Yoly / Ingrid y Yuyu»       | Nely Reguera y Paco Caballero | Eric Navarro y Clara Esparrach Grau                  | 16 de octubre de 2024   | 21 de octubre de 2024           | 154 000 (10,0%) |
| 38           | 6            | «Alejandro y Joana / Marina y Joel» | David Selvas                  | Eric Navarro                                         | 6 de noviembre de 2024  | 21 de octubre de 2024           | —               |

## Emisión a nivel nacional
Viendo los buenos datos de audiencia que obtuvo la primera temporada en la televisión autonómica, el grupo Atresmedia adquirió los derechos de la serie catalana para poder emitirla a nivel nacional y doblada al español a finales de 2015 junto a Merlí, otra producción de TV3.
El 12 de enero de 2016 se estrenó la primera temporada de Citas en el canal temático Atreseries del grupo Atresmedia.
En 2020, la serie fue comprada por Televisión Española y se emitió en verano en la franja de medianoche de La 1.